# Castillo de Yoshida
El castillo de Yoshida (吉田城, Yoshida-jō) fue un castillo japonés sito en Toyohashi, al sudeste de la Prefectura de Aichi, Japón. Al final del periodo Edo, el castillo de Yoshida era la sede del clan Inaba, daimios del Dominio de Tateyama. El castillo era también conocido como "castillo de Imahashi"  (今橋城, Imahashi-jō), y como "castillo de Toyohashi".

## Descripción
El castillo de Yoshida es un castillo japonés en llano, construido en el banco oeste del río Toyogawa. El recinto principal estaba rodeado por un foso y tenía tres torres (yagura) de tres pisos, una de dos, y tres puertas. El segundo recinto y el tercero también tenían fosos y disponían de torres más pequeñas y puertas fortificadas. Con excepción de algunos restos de la cantería de los fosos, nada queda de las estructuras originales. El castillo actual es una reconstrucción moderna de una de las torres de tres pisos. Alberga un pequeño museo con objetos relacionados con la historia local.

## Historia
El año 1505 Makino Kohaku, un servidor de Imagawa Ujichika construyó un castillo en las riberas del río Toyogawa para asegurar su posición en la región oriental de la Provincia de Mikawa frente al creciente poder del clan Matsudaira en la parte occidental de la misma. Durante el periodo Sengoku -dada su estratégica posición en un vado- el castillo fue escenario de numerosas batallas, cambió de manos varias veces y fue destruido y reconstruido en diversas ocasiones. A partir de 1565 el castillo pasó a manos de Tokugawa Ieyasu, quien nombró a Sakai Tadatsugu como castellano.
Tras la Batalla de Odawara en 1590, Toyotomi Hideyoshi trasladó al clan Tokugawa a la región de Kantō y asignó el castillo a Ikeda Terumasa. Ikeda desarrolló la ciudad aneja circundante y se embarcó en un ambicioso plan para reconstruir a gran escala el castillo de Yoshida. No obstante, después de la batalla de Sekigahara, fue trasladado al castillo de Himeji (1601). Para entonces, la construcción del castillo no se había terminado, y la torre del homenaje no se había construido, ni lo sería en el futuro.
Tras la instauración del shogunato Tokugawa, el castillo de Yoshida se convertiría en el centro del Dominio de Yoshida, un dominio feudal que ocupaba una posición estratégica en la ruta de Tōkaidō entre Edo y Nagoya. El dominio fue asignado a varios clanes de daimio fudai hasta 1752, cuando se hizo cargo del mismo el clan Matsudaira (Nagasawa-Ōkōchi), hasta la restauración Meiji. El último daimio de Yoshida, Matsudaira Nobuhisa, rindió el castillo al gobierno Meiji sin oponer resistencia en 1868. El castillo fue cedido al recién creado Ejército Imperial Japonés en 1871, pero fue destruido en su mayor parte por un incendio en 1873. Gran parte de las tierras de castillo quedaron en manos del ejército como cuartel del 18.º Regimiento de Infantería hasta el final de la Segunda Guerra Mundial.
Cuando terminó la guerra, una parte del tercer patio se convirtió en el Parque de Toyohashi, y en otra parte se construyó el moderno ayuntamiento de Toyohashi. En 1954 se construyó una torre de tres pisos de hormigón armado, la "Kurogane Yagura" (黒金櫓). Más tarde se construyeron un museo de arte e instalaciones deportivas en el emplazamiento que ocupó el recinto interior. La cantería fue restaurada el año 2005.